# Joshua Williams
Joshua Williams (Fayetteville, 17 ottobre 1999) è un giocatore di football americano statunitense che milita nel ruolo di cornerback per i Kansas City Chiefs della National Football League (NFL).

## Carriera

### Kansas City Chiefs
Al college Williams giocò a football alla Fayetteville State University. Fu scelto nel corso del quarto giro (135º assoluto) assoluto nel Draft NFL 2022 dai Kansas City Chiefs. Debuttò come professionista subentrando nella gara del primo turno vinta contro gli Arizona Cardinals mettendo a segno un tackle. La sua prima stagione regolare si chiuse con 40 placcaggi, un intercetto e 7 passaggi deviati disputando tutte le 17 partite, di cui 4 come titolare. Nella finale della AFC mise a segno un altro intercetto su Joe Burrow dei Cincinnati Bengals, con i Chiefs che vinsero per 23-20, qualificandosi per il Super Bowl. Il 12 febbraio 2023, nel Super Bowl LVII vinto contro i Philadelphia Eagles per 38-35, fece registrare 4 placcaggi, conquistando il suo primo titolo.

## Palmarès
- Super Bowl : 2

Kansas City Chiefs: LVII,  LVIII
- American Football Conference Championship: 2

Kansas City Chiefs: 2022, 2023